# Hammermühle (Weißenburg)
Hammermühle ist ein Gemeindeteil der Großen Kreisstadt Weißenburg in Bayern im mittelfränkischen Landkreis Weißenburg-Gunzenhausen in Bayern.

## Lage
Die Einöde Hammermühle liegt in der Gemarkung Suffersheim und etwa sechs Kilometer Luftlinie südöstlich der Weißenburger Altstadt auf einer Höhe von rund 450 m ü. NHN. Etwa einen Kilometer entfernt liegt Suffersheim, leicht erhöht etwa 300 Meter entfernt die Gunthildiskapelle. Durch Hammermühle führt die Staatsstraße 2216 und fließt die Schambach, ein Nebenfluss der Altmühl.

## Geschichte
1341 verkauften die Pappenheimer das Mühlengebäude an die Familie Schenk von Geyern. Seit Beginn des 16. Jahrhunderts ist eine Hammerschmiede nachweisbar. Spätestens 1560 wurde der Hammerbetrieb eingestellt. Die Reichsstadt Weißenburg erwarb 1546 die damals als Schindelmühle bezeichnete Einöde. 1831 wurde Hammermühle als „Hammermühlgut mit Mahlgerechtigkeit“ bezeichnet. Zwischen 1920 und 1930 befand sich dort ein Sägewerk. 1972 brannte das Mühlengebäude ab. Das heutige Wohngebäude wird unregelmäßig bewohnt.

## Baudenkmäler
- Erhaltene Fragmente der St.-Gunthildis-Kapelle